# 피의 형제: 메넨데즈 부모 살인사건
《피의 형제: 메넨데즈 부모 살인사건》(영어: Menendez: Blood Brothers)는 2017년 공개한 미국의 TV 영화이다.

## 등장인물

### 주연
- 코트니 러브 : 키티 메넨데즈 역
- 니코 토터렐라 : 라일 메넨데즈 역
- 마이코 올리비에 : 에릭 메넨데즈 역

### 조연
- 베나토 마티네즈 : 호세에릭 메넨데즈 역
- 메레디스 스콧 린 : 레슬리 에이브람슨 변호사 역